# Salvatore Caricati
Salvatore Caricati (Lequile, 1793 – Massafra, 19 settembre 1876) è stato un insegnante e poeta italiano.
Il Caricati, nato a Lequile da Paolino e Maddalena Pellegrino, compì i suoi primi studi nel paese natale. Ancora giovanissimo andò ad insegnare lettere nei seminari di Brindisi, Nardò e Gallipoli. Divenuto poi referente della famiglia massafrese Maudotti, si trasferì nella cittadina ionica. Nel 1819 si sposò con Domenica Fedele, che tra il 1820 e il 1830 gli diede cinque figlie.
Salvatore, di idee liberali, aprì una scuola privata che in breve tempo acquistò un'ottima fama e alla quale affluirono giovani non solo da Massafra ma anche dal brindisino e dal leccese. L'insegnamento del Caricati comprendeva due classi: umanità minore e umanità maggiore.
Tra i suoi allievi molti fecero carriera; tra questi si ricordano:
- Giuseppe Spennati (1809-1903) di Ostuni, magistrato, presidente della Gran Corte criminale di Lucera e presidente della Gran Corte civile di Napoli;
- Gioacchino Stampacchia (1818-1904) di Lequile, poeta, medico e patriota risorgimentale;
- Gaetano Semeraro (1848-1923) di Mottola, docente di diritto all'Ateneo di Roma;
- Girolamo Giovinazzi (1807-1878) da Massafra, padre scolopio e rettore del Regio Liceo Universitario di Catanzaro.

Nel 1821 fu costretto a chiudere la sua scuola perché, in seguito alla sconfitta dei "costituzionalisti" di Guglielmo Pepe e alla repressione voluta da Ferdinando I delle Due Sicilie, venne accusato per le sue idee liberali. L'anno dopo, tuttavia, il re fu costretto a riaprire tutte le scuole private del Regno delle due Sicilie.
Nel 1832 rimase vedovo, ma dopo due anni si risposò con Angela Teresa Gentile, da cui ebbe un'altra figlia, Maria Vincenza.
Nel 1827 pubblicò una raccolta di sue poesie in italiano e latino intitolata Poesie Varie.
Nel 1870 chiuse la sua scuola e si ritirò a vita privata assistito dalla figlia Vincenzina.
Morì all'alba del 19 settembre 1876.
Massafra, dove trascorse gran parte della sua vita, lo annovera fra i propri cittadini illustri e gli ha intitolato una via.

## Opere
- Poesie Varie, Napoli, Edizioni Tramater, 1841.[3]